# 21 de octubre
El 21 de octubre es el 294.º (ducentésimo nonagésimo cuarto) día del año —el 295.º (ducentésimo nonagésimo quinto) en los años bisiestos— en el calendario gregoriano. Quedan 71 días para finalizar el año.

## Acontecimientos
- 1032: en Roma, el joven Teofilatto (1008-1055) compra el papado y es nombrado papa, adoptando el nombre de Benedicto IX.
- 1094: el Cid Campeador (Rodrigo Díaz de Vivar) vence a los almorávides en la batalla de Cuarte.
- 1096: en las cercanías de Nicea (Turquía) miles de integrantes de la Cruzada de Pedro el Ermitaño son aniquilados por los turcos selyúcidas.
- 1285: en España, el rey Sancho IV y Abu Yúsuf Yaqub ibn Abd al-Haqq (sultán de Fez), firman la paz después de que este último sitiara Jerez de la Frontera (Cádiz) y atacará Sevilla.
- 1496: en Flandes, contraen matrimonio Juana de Castilla (después llamada Juana la Loca) y Felipe el Hermoso.
- 1520: en la boca oriental del estrecho de Magallanes, el navegante Fernando de Magallanes descubre el Cabo de las Vírgenes.
- 1600: en Sekigahara (Japón), Tokugawa Ieyasu vence a las fuerzas leales al clan Toyotomi lideradas por Ishida Mitsunari, poniendo fin a la era de los estados en guerra e imponiéndose como el máximo gobernante del archipiélago.
- 1625: en Puerto Rico, Balduino Enrico incendia la ciudad de San Juan y La Fortaleza antes de retirarse.
- 1638: en Widecombe-in-the-Moor (extremo suroeste de Inglaterra) sucede la Gran Tormenta Eléctrica (The Great Thunderstorm). Es el primer caso documentado de una centella (rayo globular).Un rayo globular destruye el techo de la iglesia de san Pancracio, en el condado de Devonshire (Inglaterra), durante la Gran Tormenta del 21 de octubre de 1638.

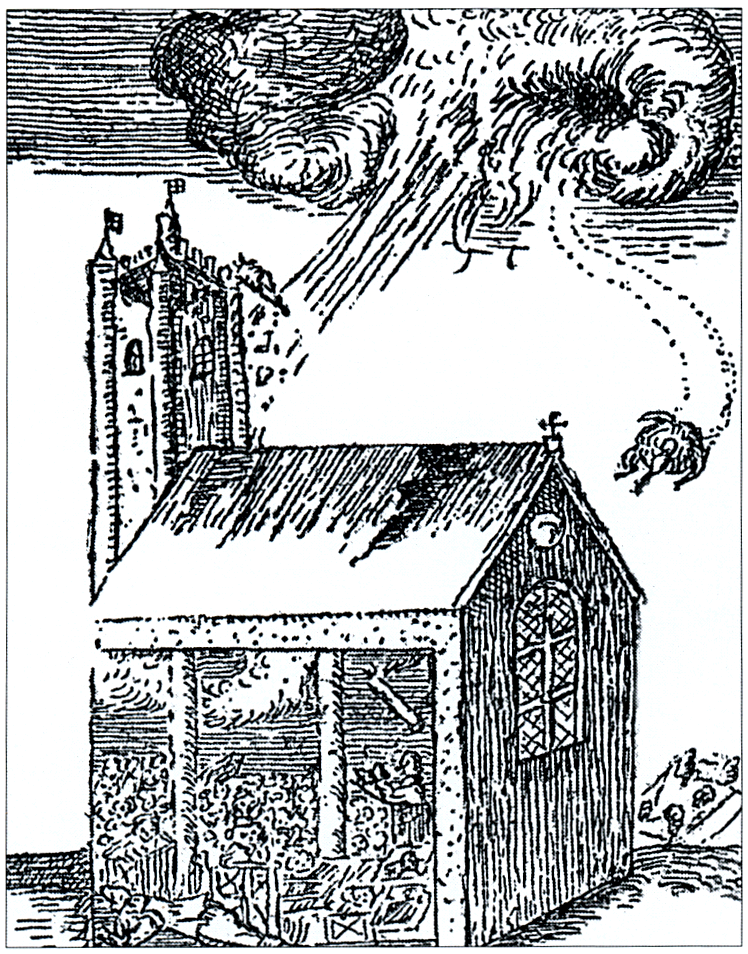
Un rayo globular destruye el techo de la iglesia de san Pancracio, en el condado de Devonshire (Inglaterra), durante la Gran Tormenta del 21 de octubre de 1638.

- 1805: la Marina Real británica derrota a la flota franco-española en la batalla de Trafalgar. Napoleón Bonaparte pierde la posibilidad de invadir Inglaterra, y ésta se convierte en la primera potencia marítima mundial.
- 1879: en EE. UU., Thomas Edison consigue que su primera lámpara eléctrica luzca durante 48 horas ininterrumpidas.
- 1897: en San José (Costa Rica) se inaugura el Teatro Nacional con la obra Fausto, de Gounod.
- 1906: en Chile se funda la Federación de Estudiantes de la Universidad de Chile (FECh).
- 1907: en Tayikistán (Asia Central), un terremoto de 8,1 grados[1] en la escala de Richter destruye la ciudad de Karatag, 50 km al oeste de Dushambé (la capital de Tayik) y 360 km al sureste de Samarcanda Muere la totalidad de sus habitantes (entre 12 000 y 15 000 personas).
- 1921: en Argentina se funda el Radioclub Argentino (LU4AA).
- 1934: se inaugura en Madrid la plaza de toros de Las Ventas.
- 1941: en Serbia ocurre por segundo día la masacre de Kragujevac. Más de 5000 civiles (mujeres, niños) (serbios, romaníes) fueron asesinados por nazis en represalia por un ataque partisano sobre soldados alemanes.
- 1944: en El Salvador, un golpe de Estado depone al presidente provisional, general Andrés Ignacio Menéndez, y lo sustituye interinamente en ese mismo cargo público por el coronel Osmín Aguirre y Salinas.
- 1951: en el barrio popular de La Boca, en la ciudad argentina de Buenos Aires, se derrumba la cúpula de la iglesia San Juan Evangelista durante la misa del domingo mientras se festejaba el Día de la Madre, con la asistencia de 400 fieles. El accidente dejó un saldo de 9 muertos y unos 20 heridos.
- 1952: En Caracas es asesinado Leonardo Ruiz Pineda, abogado y reconocido líder político venezolano, opositor activo a la dictadura de Pérez Jiménez.
- 1956: en Tegucigalpa (Honduras) es derrocado el presidente Julio Lozano Díaz.
- 1958: en una prueba nuclear atmosférica sobre el sitio de prueba nuclear en el archipiélago de Nueva Zembla, Océano Ártico, al norte de Rusia, la Unión Soviética detona una bomba atómica de 2 kilotones. Es la prueba nuclear n.º 77 de las 981 que la Unión Soviética detonó entre 1949 y 1991 que, medidas en kilotones, representan el 54,9% del total de pruebas nucleares realizadas en el mundo.[2]
- 1964: la portada del periódico español ABC es dedicada a Félix Rodríguez de la Fuente por haber ganado las Jornadas Internacionales de Cetrería,  hecho que según él le cambia la vida y que influye sobremanera en su decisión de dedicar su vida a la divulgación y protección de la naturaleza en una España aún no concienciada con el cuidado del medio ambiente.
- 1966: en la aldea de Aberfan, en Gales, se derrumba una pila de escombros de una mina de carbón que causa la muerte de 144 personas (116 niños y 28 adultos).
- 1971: en Suecia, Pablo Neruda recibe el Premio Nobel de Literatura.
- 1982: en Suecia, Gabriel García Márquez es declarado ganador del Premio Nobel de Literatura.
- 1989: cerca de Tegucigalpa (Honduras), se accidenta el Vuelo 414 de TAN-SAHSA, causando 127 pasajeros y 4 tripulantes muertos. Entre los 15 sobrevivientes están el matrimonio nicaragüense del empresario Carlos Pellas y su esposa Vivian Pellas.
- 1992: la provincia de Mendoza (Argentina) adopta ―por ley provincial 5930― la actual Bandera de Mendoza, basada en el diseño de la bandera del Ejército de Los Andes del general San Martín.
- 2012: en Galicia y en el País Vasco se realizan elecciones autonómicas.
- 2015: día en que estuvo inspirada la película futurista Back to the Future Part II (de 1989).
- 2019: inicio de manifestaciones en Bolivia, debido a los polémicos resultados de las elecciones generales.
- 2021: Bitcoin Alcanza su máximo histórico superando los $66.000.
- 2022: La cantautora estadunidense, Taylor Swift, publica su décimo álbum de estudio, Midnights.

## Nacimientos
- 1328: Zhū Yuánzhāng, emperador chino. Fundador de la dinastía Ming (f. 1398).
- 1449: Jorge de Clarence, aristócrata inglés (f. 1478).
- 1581: Domenico Zampieri, pintor italiano (f. 1641).
- 1650: Jean Bart, almirante naval, marino navegante, caballero y corsario francés (f. 1702).
- 1660: Georg Stahl, químico, técnico metalúrgico y médico alemán (f. 1734).
- 1675: Emperador Higashiyama, 113.º emperador japonés (f. 1710).
- 1728: Conde de Floridablanca, político español (f. 1808).
- 1737: Marie-Louise O'Murphy, cortesana francesa, amante de Luis XV de Francia (f. 1815).
- 1766: Francisco Antonio Zea, científico y político colombiano (f. 1822).
- 1772: Samuel Taylor Coleridge, poeta, crítico y filósofo británico (f. 1834).
- 1790: Alphonse de Lamartine, escritor, poeta y político francés (f. 1869).
- 1807: Hilarión Eslava, compositor y musicólogo español (f. 1878).
- 1833: Alfred Nobel, inventor sueco (f. 1896).
- 1845: Ulises Heureaux, militar y presidente dominicano (f. 1899).
- 1846: Edmondo De Amicis, escritor italiano (f. 1908).
- 1847: Giuseppe Giacosa, dramaturgo, poeta y libretista italiano (f. 1906).

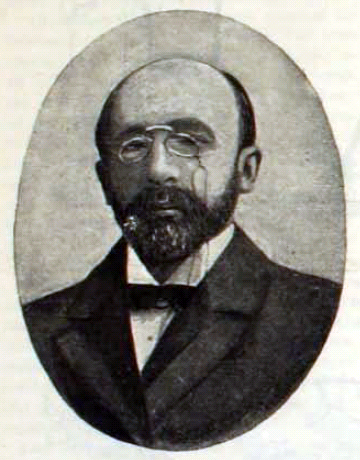
José Toribio Medina

- 1852: José Toribio Medina, bibliógrafo e historiador chileno (f. 1930).
- 1882: Margaret Dumont, actriz estadounidense (f. 1965).
- 1882: Maximiliano Hernández Martínez, militar salvadoreño (f. 1966).
- 1882: Jimmy Windridge, futbolista británico (f. 1939).
- 1885: Egon Wellesz, compositor austriaco (f. 1974).
- 1892: Lidia Lopujova, bailarina de ballet rusa (f. 1981).
- 1893: Úrsulo Galván Reyes, líder agrarista y político mexicano (f. 1930).
- 1894: Ranpo Edogawa, novelista y crítico literario japonés (f. 1965).
- 1895: Edna Purviance, actriz estadounidense (f. 1958).
- 1896: Roberto Pizano, pintor colombiano (f. 1929).
- 1898: Amadeo de Saboya, aristócrata italiano (f. 1942).
- 1903: Federico de Castro y Bravo, jurista español (f. 1983).
- 1904: Francisca Celsa dos Santos, supercentenaria brasileña (f. 2021).
- 1904: Kurt Gruber, político nazi alemán (f. 1943).
- 1908: Jorge Oteiza, escultor español (f. 2003).
- 1911: Juan de Ávalos, escultor español (f. 2006).
- 1911: Mary Blair, animadora, diseñadora gráfica, ilustradora y guionista estadounidense (f. 1978).
- 1912: Georg Solti, conductor británico de origen húngaro (f. 1997).
- 1912; Alfredo Pián, piloto de automovilismo argentino (f. 1990).
- 1914: Martin Gardner, matemático, filósofo de la ciencia, escritor y divulgador científico estadounidense (f. 2010).
- 1914: Casimir Świątek, cardenal estonio (f. 2011).
- 1914: Fernando Hiriart, ingeniero mexicano (f. 2005).
- 1917: Dizzy Gillespie, trompetista estadounidense (f. 1993).
- 1917: Mario Vanarelli, actor y escenógrafo argentino (f. 2005).
- 1921: Malcolm Arnold, compositor británico (f. 2006).
- 1921: Meshulam Dovid Soloveitchik, rabino israelí (f. 2021).
- 1924: Joyce Randolph, actriz estadounidense.
- 1925: Celia Cruz, cantante cubana (f. 2003).
- 1925: Concepción Llaguno Marchena, química española (f. 2010).
- 1925: María Borovichenko, médica militar soviética y Heroína de la Unión Soviética (f. 1943).
- 1926: Leonard Rossiter, actor británico (f. 1984).
- 1926: Leo Kirch, empresario alemán (f. 2011).
- 1927: Sergio Valech, obispo chileno (f. 2010).
- 1928: Giuseppe Pinelli, partisano y anarquista italiano (f. 1969).
- 1929: Héctor Tizón, escritor y diplomático argentino (f. 2012).
- 1929: Ursula K. Le Guin, escritora estadounidense (f. 2018).
- 1929: George Stinney, la persona más joven en ser ejecutada en los Estado Unidos (f. 1944).
- 1930: Iván Siláyev, político ruso (f. 2023).
- 1931: Shammi Kapoor, actor y director indio (f. 2011).
- 1931: Hugh Thomas, historiador hispanista británico (f. 2017).
- 1933: Francisco Gento, futbolista español (f. 2022).
- 1938: Irán Eory, actriz iraní-mexicana (f. 2002).
- 1938: Héctor Suárez, actor mexicano (f. 2020).
- 1940: Manfred Mann, músico anglosudafricano.
- 1942: Thomas Cavalier-Smith, zoólogo británico.
- 1942: Christopher A. Sims, economista estadounidense.
- 1942: Guy Saint-Vil, futbolista haitiano.
- 1943: Cecilia Pantoja, cantautora chilena. (f. 2023)
- 1943: Tariq Ali, cineasta, escritor e historiador pakistaní.
- 1944: Delfi Galbiati, actor de teatro uruguayo (f. 2015).
- 1944: Butch Miller, luchador profesional neozelandés (f. 2023).
- 1944: Jean-Pierre Sauvage, químico francés.
- 1949: Manuel Marín González, político español (f. 2017).
- 1949: Benjamín Netanyahu, político israelí.
- 1950: Ronald McNair, astronauta y saxofonista estadounidense.
- 1950: Alfredo Toth, cantante y bajista argentino, de la banda GIT.
- 1950: Ernesto Ureta, militar y héroe nacional argentino.
- 1952: Eduardo Kímel, periodista y escritor argentino (f. 2010).
- 1952: Brent Mydland, tecladista estadounidense, de la banda Grateful Dead.
- 1953: Charlotte Caffey, cantante estadounidense, de la banda The Go-Go's.
- 1953: Peter Mandelson, político británico.
- 1954: Esteban Moctezuma, economista y político mexicano.
- 1955: Alberto Iglesias, compositor de música para cine español.
- 1956: Carrie Fisher, actriz estadounidense. (f. 2016)
- 1956: Gustavo Perednik, escritor israelí.
- 1957: Wolfgang Ketterle, físico alemán, Premio Nobel de Física en 2001.
- 1957: Steve Lukather, guitarrista estadounidense, de la banda Toto.
- 1958: Julio Médem, cineasta y guionista español.
- 1958: Pilar Rahola, política española.
- 1958: Andre Geim, físico neerlandés de origen ruso Premio Nobel de Física 2010.
- 1959: Ken Watanabe, actor japonés.
- 1960: Víctor Regalado-Frutos, antropólogo y egiptólogo español.
- 1962: Roberto Blandón, actor mexicano.
- 1962: David Campese, jugador australiano de rugby.
- 1964: Jon Carin, músico estadounidense, de las bandas Pink Floyd y The Who.
- 1965: Jon Andoni Goikoetxea, futbolista español.
- 1965: Hisashi Imai, cantante y compositor japonés.
- 1967: Paul Ince, futbolista británico.
- 1968: Giovanni Ricciardi, músico y violonchelista italiano.
- 1968: Yolanda Ventura, actriz española.
- 1968: Melora Walters, actriz estadounidense.
- 1969: Salman bin Hamad bin Isa al Khalifa, emir bahreiní.
- 1970: Louis Koo, actor y cantante hongkonés.
- 1971: Nick Oliveri, músico estadounidense, de las bandas Kyuss y Queens of the Stone Age.
- 1973: Lera Auerbach, compositora rusa.
- 1974: Carlos Chaouen, compositor, cantante y músico español.
- 1974: El Pepo (Rubén Darío Castiñeiras), cantante argentino.
- 1974: Helen Svedin, modelo sueca.
- 1974: Guillermo Salas, futbolista y entrenador peruano.
- 1974: Mickey Trotman, futbolista y entrenador trinitense (f. 2001).
- 1975: Henrique Hilário, futbolista portugués.
- 1976: Sara Latife Ruiz Chávez, política mexicana.
- 1976: Jeremy Miller, actor estadounidense.
- 1976: Andrew Scott, actor irlandés.
- 1977: Julieta Cardinali, actriz argentina.
- 1977: Kenji Fukuda, futbolista japonés.
- 1977: Emeka Mamale, futbolista congoleño (f. 2020).
- 1978: Henrik Klingenberg, músico finés, de la banda Sonata Arctica.
- 1978: Jimmy López, compositor clásico peruano.
- 1978: Xabi Solano, músico español.
- 1978: Toshihiko Uchiyama, futbolista japonés.
- 1979: Elizeu Ferreira Marciano, futbolista brasileño.
- 1980: Brian Pittman, músico estadounidense, de la banda Relient K.
- 1980: Kim Kardashian, socialité y modelo estadounidense.
- 1980: Santiago Ladino, futbolista argentino.
- 1981: Román Rusinov, piloto de carreras ruso.
- 1981: Nemanja Vidić, futbolista serbio.
- 1981: Cornell Glen, futbolista trinitense.
- 1981: Yohan Kely Viola, futbolista dominicano.
- 1982: James White, baloncestista estadounidense.
- 1982: Matt Dallas, actor de cine estadounidense, de la banda Kyle XY.
- 1982: Lee Chong Wei, jugador de bádminton malasio.
- 1982: Asier Ormazabal, futbolista español.
- 1983: Javier Alfonso Cendón, ingeniero informático, profesor, político y sindicalista español.
- 1983: Zack Greinke, beisbolista estadounidense.
- 1983: Gonzalo Klusener, futbolista argentino.
- 1983: Hrvoje Ćustić, futbolista croata (f. 2008):
- 1984: José Lobatón, beisbolista venezolano.
- 1984: Kieran Richardson, futbolista británico.
- 1984: Oleksandr Romanchuk, futbolista ucraniano.
- 1985: Andrés Franzoia, futbolista argentino.
- 1985: Igor Stasevich, futbolista bielorruso.
- 1985: Iván Alonso Lage, piragüista español.
- 1986: Milan Vilotić, futbolista serbio.
- 1986: Yul Arzú, futbolista hondureño.
- 1987: Airam López Cabrera, futbolista español.
- 1987: Stephanie Gaumnitz, ciclista alemana.
- 1988: Blanca Suárez, actriz española.
- 1988: Glen Powell, actor y escritor estadounidense.
- 1988: Gonzalo Cacicedo Verdú, futbolista español.
- 1988: Maurício José da Silveira Júnior, futbolista brasileño.
- 1988: Daniel Schorn, ciclista austriaco.
- 1989: Sam Vokes, futbolista galés.
- 1989: Jonathan Viera, futbolista español.
- 1989: Kelly Druyts, ciclista belga.
- 1990: Ricky Rubio, baloncestista español.
- 1990: Jordan Callahan, baloncestista estadounidense.
- 1991: Geoffry Hairemans, futbolista belga.
- 1991: Ariel Vera, futbolista paraguayo.
- 1991: Kevin Briceño, futbolista costarricense.
- 1992: Bernard Tomic, tenista australiano.
- 1992: Hari Nef, actriz estadounidense.
- 1992: Dominique Fred, futbolista vanuatuense.
- 1992: Damion Lee, baloncestista estadounidense.
- 1992: Can Korkmaz, baloncestista turco.
- 1993: Julián Santero, piloto de automovilismo argentino.
- 1993: Adisorn Promrak, futbolista tailandés.
- 1993: Fabien Doubey, ciclista francés.
- 1993: Adam de Vos, ciclista canadiense.
- 1994: William Popp, futbolista japonés.
- 1994: Stanley Whittaker, baloncestista estadounidense.
- 1994: Daniel Mortensen, baloncestista danés.
- 1995: Doja Cat, rapera estadounidense.
- 1995: Ramzi Safouri, futbolista israelí.
- 1995: Daniel Podence, futbollsta portugués.
- 1995: Nana Foulland, baloncestista estadounidense.
- 1996: Jonathan Rubio, futbolista hondureño.
- 1996: Kyle Alexander, baloncestista canadiense.
- 1996: Kevin McClain, baloncestista estadounidense.
- 1996: Andrés Roca Rey, torero peruano.
- 1997: Moritz Nicolas, futbolista alemán.
- 1997: Hamza Mendyl, futbolista marroquí.
- 1997: Nikola Tanasković, baloncestista serbio.
- 1997: Bodian Massa, baloncestista francés.
- 1998: Kerem Aktürkoğlu, futbolista turco.
- 1998: Hjalmar Ekdal, futbolista sueco.
- 1999: Matteo Gabbia, futbolista italiano.
- 1999: Despoina Chatzinikolaou, futbolista griega.
- 2000: Rachid Chirino, futbolista costarricense.
- 2000: Gonçalo Cardoso, futbolista portugués.
- 2000: Leonie Küng, tenista suiza.
- 2001: Jess Park, futbolista inglesa.

## Fallecimientos
- 390: Viator de Lyon, clérigo francés (n. s. IV).
- 1266: Birger Jarl, aristócrata sueco (n. c. 1210).
- 1422: Carlos VI, rey francés entre 1380 y 1422 (n. 1368).
- 1556: Pietro Aretino, escritor italiano (n. 1492).
- 1650: Pedro Espinosa, poeta y antólogo español (n. 1578).
- 1662: Henry Lawes, compositor británico (n. 1595).
- 1687: Edmund Waller, escritor británico (n. 1606).
- 1775: François-Hubert Drouais, pintor francés (n. 1727).
- 1805: Dionisio Alcalá Galiano, cartógrafo y marino español (n. 1760).
- 1805: Francisco Alsedo y Bustamante, militar y marino español (n. 1758).
- 1805: Cosme de Churruca, científico y marino español (n. 1761).
- 1805: Horatio Nelson, militar británico (n. 1758).
- 1807: Attilio Zuccagni, médico, naturalista y botánico italiano (n. 1754).
- 1886: José Hernández, poeta, político y periodista argentino (n. 1834).
- 1893: Julián del Casal (29), poeta cubano, uno de los máximos exponentes de la literatura modernista en español (n. 1863); fallecido por aneurisma cerebral provocado por la risa.
- 1893: Emmanuel Lansyer, pintor paisajista realista francés (n. 1835).
- 1904: Isabelle Eberhardt, escritora suiza en francés (n. 1877).
- 1915: Luis Adaro, ingeniero español (n. 1849).
- 1931: Arthur Schnitzler, médico y escritor austriaco (n. 1862).
- 1931: Octave Uzanne, escritor y periodista francés (n. 1851).
- 1944: Hilma af Klint, pintora sueca pionera del arte abstracto (n. 1862).
- 1949: Laura Montoya, religiosa y santa colombiana (n. 1874).
- 1952: Leonardo Ruiz Pineda, abogado y político venezolano (n. 1916)
- 1952: Juan Yagüe, militar español (f. 1891).
- 1957: Laureano Barrau, pintor impresionista español (n. 1863).
- 1958: Jorge Bobone, astrónomo argentino (n. 1901).
- 1967: Ejnar Hertzsprung, astrónomo danés (n. 1873).
- 1967: Víctor Seix, editor y empresario español (n. 1923).
- 1968: Aureli Maria Escarré, sacerdote español (n. 1908).
- 1968: Lelio Zeno, médico traumatólogo argentino (n. 1890).
- 1969: Jack Kerouac, novelista y poeta estadounidense (n. 1922).
- 1969: Wacław Sierpiński, matemático polaco (n. 1882).
- 1972: Marcelino Olaechea religioso español (n. 1888).
- 1973: Nasif Estéfano, piloto de carreras argentino (n. 1932).
- 1978: Anastás Mikoyán, bolchevique armenio y estadista soviético (n. 1895).
- 1980: Hans Asperger, pediatra y psiquiatra austriaco (n. 1906).
- 1980: Miguel Buñuel Tallada, actor y escritor español (n. 1924).
- 1981: Germinal Esgleas, anarquista y sindicalista español (n. 1903).
- 1982: Aníbal Cambas, escribano público, historiador, músico y poeta argentino (n. 1905).[3]
- 1982:Juan Camacho, cantante español (n. 1947).
- 1984: François Truffaut, crítico de cine, director y actor francés (n. 1932).
- 1986: Theodor Busse, general alemán de la Wehrmacht durante la Segunda Guerra Mundial (n. 1897).
- 1988: Olga Lamas, cantante de tangos, de repertorio humorístico (n. 1924).
- 1991: Carlos María Gutiérrez, escritor, periodista y caricaturista uruguayo (n. 1926).
- 1992: Jim Garrison, fiscal estadounidense, investigador del asesinato de John F. Kennedy (n. 1921).
- 1993: Raúl Rossi, actor argentino (n. 1925).
- 1995: Jesús Blasco, autor de historietas español, creador de Cuto (n. 1919).
- 1995: Shannon Hoon, vocalista estadounidense, de la banda Blind Melon (n. 1967).
- 1995: Manuel Vázquez Gallego, historietista español (n. 1930).
- 1999: Lars Bo, artista y autor danés (n. 1924).
- 1999: Esther Fernández, actriz mexicana (n. 1917).
- 2000: Luis Luchi, poeta argentino (n. 1921).
- 2002: Pasieguito, futbolista español (n. 1925).
- 2003: Luis A. Ferré, político puertorriqueño, gobernador de Puerto Rico entre 1969 y 1973 (n. 1904).
- 2003: Elliott Smith, músico estadounidense (n. 1969).
- 2003: Arturo Warman, intelectual, político y etnólogo mexicano (n. 1937).
- 2004: Everett Rogers, sociólogo estadounidense (n. 1931).
- 2006: Sandy West, baterista estadounidense, de la banda The Runaways (n. 1959).
- 2007: Ronald Kitaj, pintor estadounidense de pop art (n. 1932).
- 2009: José María Rodríguez Méndez, escritor y dramaturgo español (n. 1926).
- 2010: José Carbajal, cantante, compositor y guitarrista uruguayo (n. 1943).
- 2011: Sultán bin Abdelaziz, aristócrata y político saudí (n. 1928).
- 2012: Yash Chopra, director y productor indio (n. 1932).
- 2012: George McGovern, político estadounidense (n. 1922).
- 2014: Gough Whitlam, político australiano (n. 1916).
- 2018: Robert Faurisson, académico británico-francés (n. 1925).
- 2020: Paul Leduc, director de cine mexicano (n. 1942).
- 2022: Philippe Giordana, tecladista y compositor francés (n. 1978).
- 2023: Bobby Charlton, futbolista británico (n. 1937).
- 2023: Bill Hayden, político australiano (n. 1933).
- 2024: Egidio Cuadrado, músico colombiano (n. 1953)

## Celebraciones
- Día Mundial del Ahorro de Energía.[4]Se exhorta a cuidar el planeta haciendo un uso responsable y eficiente de la energía.[5]

- Día Mundial de la Ingeniería Clínica. Tiene como objetivo reconocer la labor de los técnicos y los ingenieros clínicos en la mejora de la salud de las personas.

- Día Internacional de la Reparación. Iniciativa creada en 2017 por Open Repair Alliance, una comunidad internacional de empresas y organizaciones que se han unido para trabajar por un mundo donde los productos electrónicos sean sostenible y más fácil de reparar.

- Día Mundial del Cifrado. Evento digital global organizado por la Global Encryption Coalition (GEC), asociación creada en el marco de la Internet Society.

- Día Internacional del Nacho. Platillo de la cocina mexicana, que consiste en trozos de tortilla de maíz fritos, cubiertos de queso.

- Día Mundial de los Hombres contra la Violencia de Género. Para sensibilizar sobre el rol de los hombres en erradicar la violencia de género y promover la igualdad.

- Día Mundial de Regreso al Futuro. Es la fecha en el que los personajes viajaron y aunque ese día fue el 21 de octubre de 2015, aún se celebra por la nostalgia de esta película.

 Por países
(Por orden alfabético)
- Argentina: 
  - Día del Seguro.[6]Fue establecido por el Decreto N.º 24.203 del 8 de septiembre de 1944. La fijación de ese día fue propiciada por la Superintendencia de Seguros de la Nación para conmemorar la primera iniciativa gubernamental, atribuida a Bernardino Rivadavia, de crear un Banco de descuentos y una Compañía de Seguros Marítimos que, aunque no llegó a materializarse, se concretó el 21 de octubre de 1811 en una nota dirigida por el Primer Triunvirato al Tribunal del Consulado.[5]
  - Día del Técnico en Esterilización.[7][8]
  - Día del Radioaficionado.[9][5]Desde 1950, se conmemora en recuerdo de la fundación del Radio Club Argentino, este día de 1921.[10]
    -  Mendoza: 
      - Aniversario de la adopción de la actual Bandera de Mendoza. Basada en el diseño de la bandera del Ejército de Los Andes del general San Martín. Ocurrió en un día como hoy de 1992, por ley provincial 5930.

- Burundi:
  - Día de Ndadaye.

- Ecuador:
  - Día del Electricista Ecuatoriano. Se establece este día el 21 de octubre de 1985, por decisión de la Cámara Nacional de Representantes, reconociendo la labor de estos profesionales que impulsan el desarrollo del país desde distintos ámbitos de trabajo.

- Egipto:
  - Día Naval Egipcio.

- Estados Unidos:
  - Día de Regreso al Futuro. Inspirado en la película del mismo nombre de 1985, celebra el día en que el Delorean llegó al futuro, el 21 de octubre de 2015.
(en inglés: Back To The Future Day).
  - Día Nacional de Concientización sobre los Reptiles.
(en inglés: Reptile Awareness Day).
  - Día Nacional de Limpiar tu Escritorio Virtual.
(en inglés: Clean Your Virtual Desktop Day).
  - Día Nacional de Revisar Tus Medicamentos.
(en inglés: Check Your Meds Day).
  - Día Nacional del Nacho.
(en inglés: Day of the Nacho).
  - Día Nacional más Dulce. Se celebra desde 8 de octubre de 1921 en Cleveland , para celebrar el amor de la gente por los dulces. 
(en inglés: Sweetest Day).
  - Día Nacional de la Manzana.
(en inglés: Apple Day).
  - Día del Puente. Iniciativa de los saltadores BASE. Estos adictos a la adrenalina se dedican a saltar desde edificios, antenas, puentes y en acantilados.
(en inglés: Bridge Day).
  - Día Nacional de la Torta de Queso y Calabaza.
(en inglés: Pumpkin Cheesecake Day).

- Honduras:
  - Día de las Fuerzas Armadas.

- India:
  - Día de Conmemoración de la Policía India.

- Reino Unido:
  - Día de la Manzana.

- República de China:
  - Día de los Chinos de Ultramar.

- República Dominicana:
  - Día Nacional del Poeta. Esta fecha honra a los poetas dominicanos y su contribución a la cultura y literatura del país. Con recitales y eventos, se promueve la apreciación por la poesía y la creatividad literaria. El Día Mundial de la Poesía se celebra el 21 de marzo.

- Tailandia:
  - Día Nacional de la Enfermera.

- Venezuela: 
  - Día Nacional del Tequeño. En conmemoración de la fundación de la ciudad de Los Teques el 21 de octubre de 1777.

### Santoral católico
- San Bertoldo de Parma.
- Santa Cilina de Laon.
- San Hilarión.
- Santas Alodia y Nunilo.
- San Juan Thwing de Bridlington.

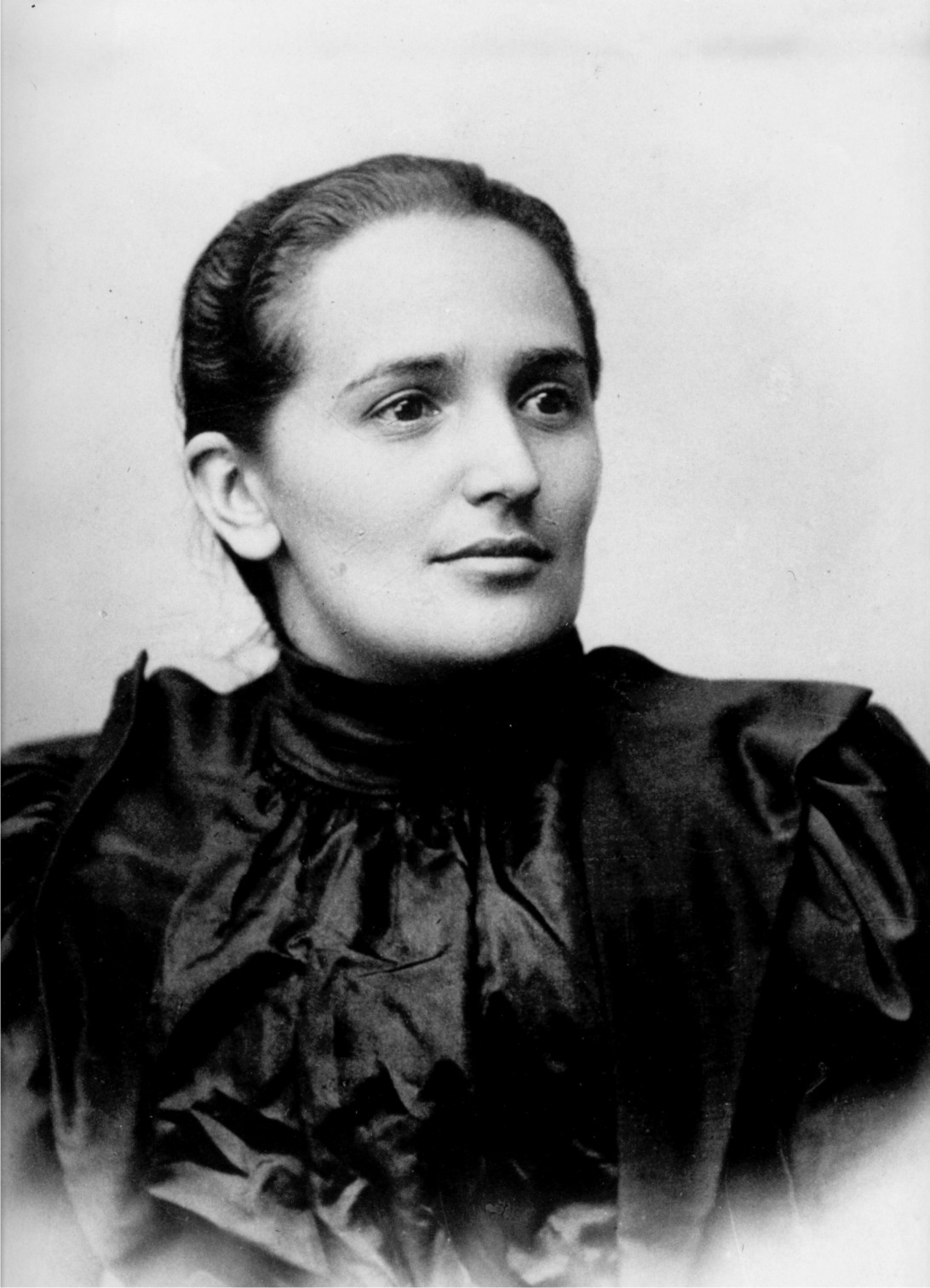
Santa Laura Montoya, misionera católica, fundadora de la Congregación Misioneras de María Inmaculada y de Santa Catalina de Siena.

- Santa Laura Montoya (imagen ilustrativa).[11]
- San Malco (monje).
- San Mauronto de Marsella.
- San Pedro Yu Tae-chol.
- San Severino de Burdeos.
- Santa Úrsula y compañeras mártires.
- San Vendelino de Tréveris.
- San Viator de Lyon.
- Beato Luigi Beltrame.
- Beata María Beltrame.
- Beato Pedro Capucci.
- Beato Carlos I de Austria y IV de Hungría.